# Musée Lázaro Galdiano
Le musée Lázaro Galdiano est un musée espagnol d’État, situé à Madrid, au 122 de la rue Serrano, et qui était à l'origine privé. Il abrite une grande collection hétérogène à visée encyclopédique dans les arts et les techniques.

## Description
La collection exceptionnelle du musée Lázaro Galdiano est composée de quelque 12 600 pièces rassemblées par l'éditeur José Lázaro Galdiano (es), qui, à sa mort en 1947, l’a léguée à l'État espagnol avec sa résidence madrilène, qui était le siège de sa maison d’édition « l'Espagne moderne », comprenant une bibliothèque de 20 000 volumes.
Après avoir créé la fondation Lázaro Galdiano et transformé en musée l'ancienne résidence du donateur (Parc Florido, quartier de Salamanca à Madrid), la collection a été présentée au public le 27 janvier 1951. Depuis, son prestige s’est considérablement développé. Ses fonds sont considérés comme essentiels à l’étude de nombreux aspects de l'histoire de l'art, et sont associés aux expositions espagnoles et internationales.
Parmi ses œuvres les plus précieuses, on note surtout sa collection de peintures, dessins et gravures de Goya, avec des pièces de renommée mondiale. Se détachent également des œuvres de Bosch, Lucas Cranach l'Ancien, El Greco, Murillo, Zurbarán et Luis Paret et un rouleau miniature de Giulio Clovio ainsi que deux statuettes de Giambologna. Mais l’œuvre la plus singulière du musée reste sans doute la peinture sur bois dite du Sauveur dans sa jeunesse, exécutée dans un style proche de Léonard de Vinci.
Il abrite également une petite collection de peinture britannique, une école très peu représentée en Espagne ; en effet les musées Lázaro Galdiano et le Prado étaient (jusqu'à l'ouverture du musée Thyssen-Bornemisza) les deux seuls musées du pays à en posséder des collections significatives. Leur présence dans la collection est due au goût personnel de l'épouse de Lázaro Galdiano, Paula Florido. La plupart de ces œuvres ont été acquises dans la première décennie du XXe siècle via la galerie Sedelmeyer à Paris et incluent des exemples de Peter Lely (le seul du XVIIe siècle, les autres sont du XVIIIe siècle), Constable, Reynolds et Romney, et un portrait de l'Américain Gilbert Stuart.
Le musée a été entièrement rénové dans les années 2001-2004, afin de rendre la visite plus confortable, et se concentre sur les pièces de haute qualité. Il s’organise sur quatre étages ouverts au public, totalement rénovés dans le respect des plafonds et les boiseries d’origine.

## Galerie

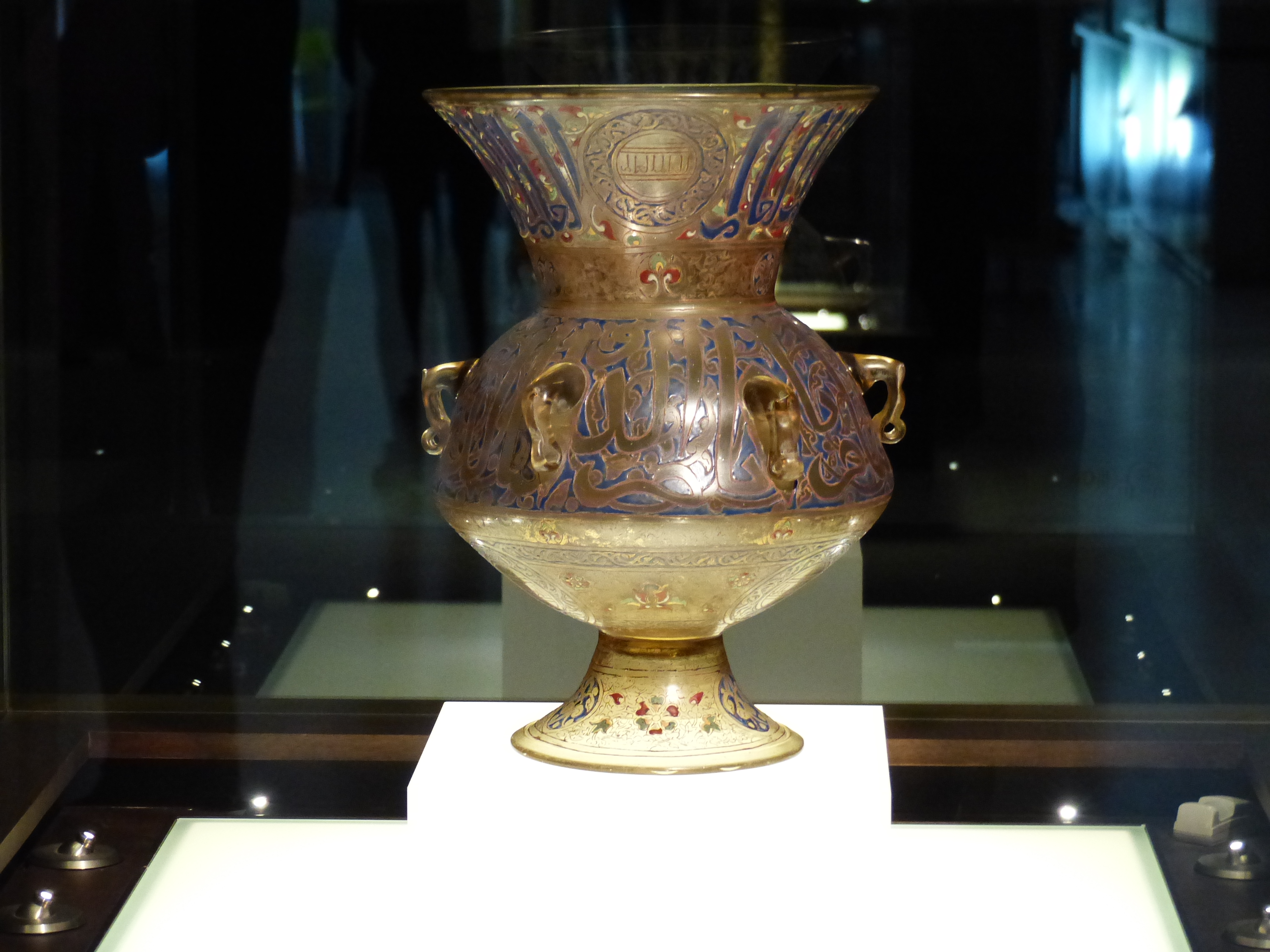
Lampe de Mosquée.
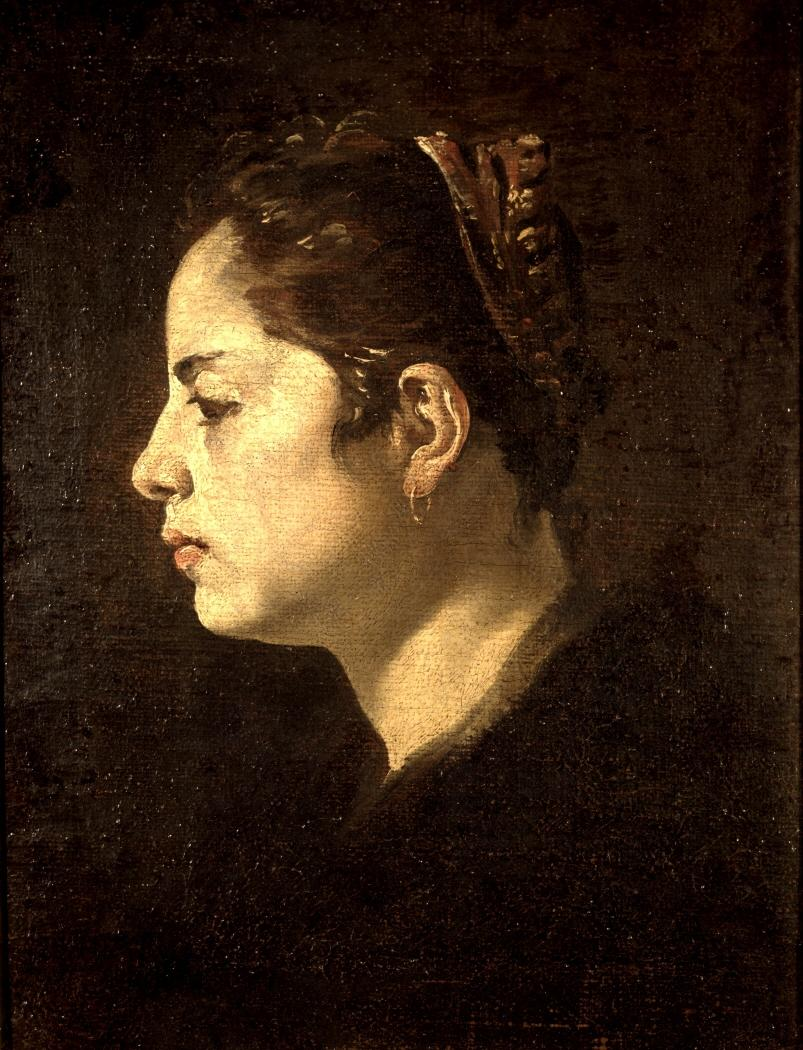
Femme, par Velasquez.
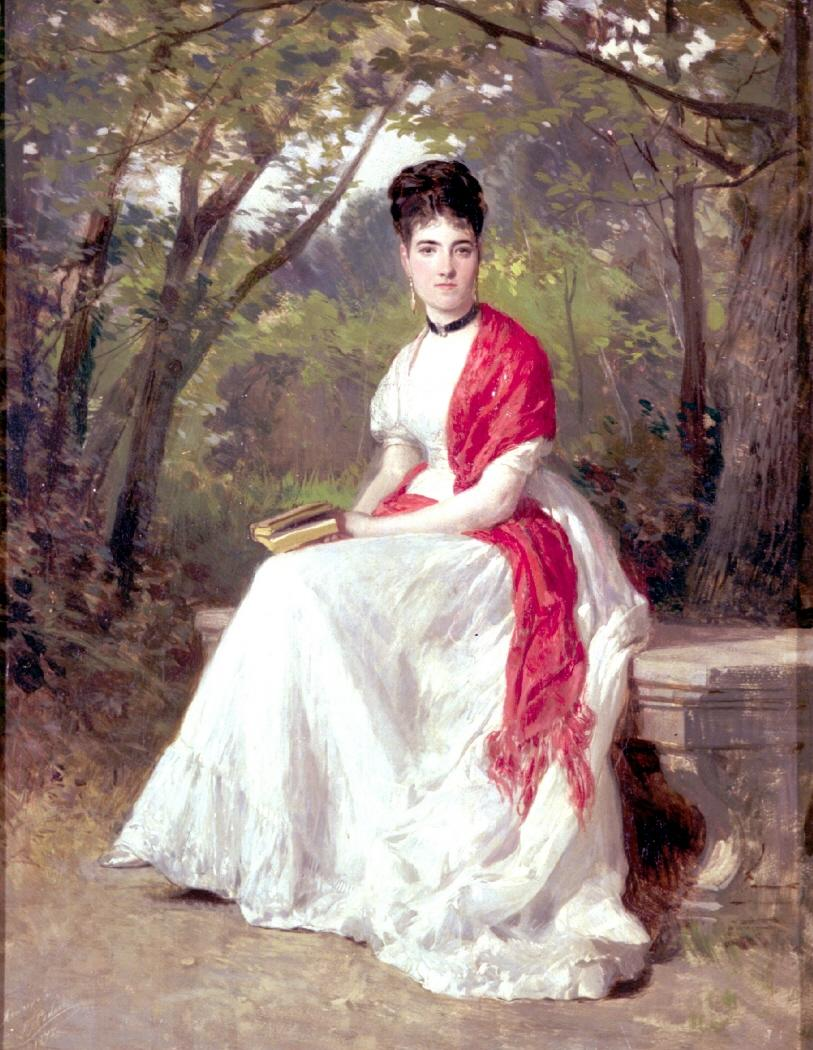
Dona Teresa Vergara, par Ricardo Balaca.
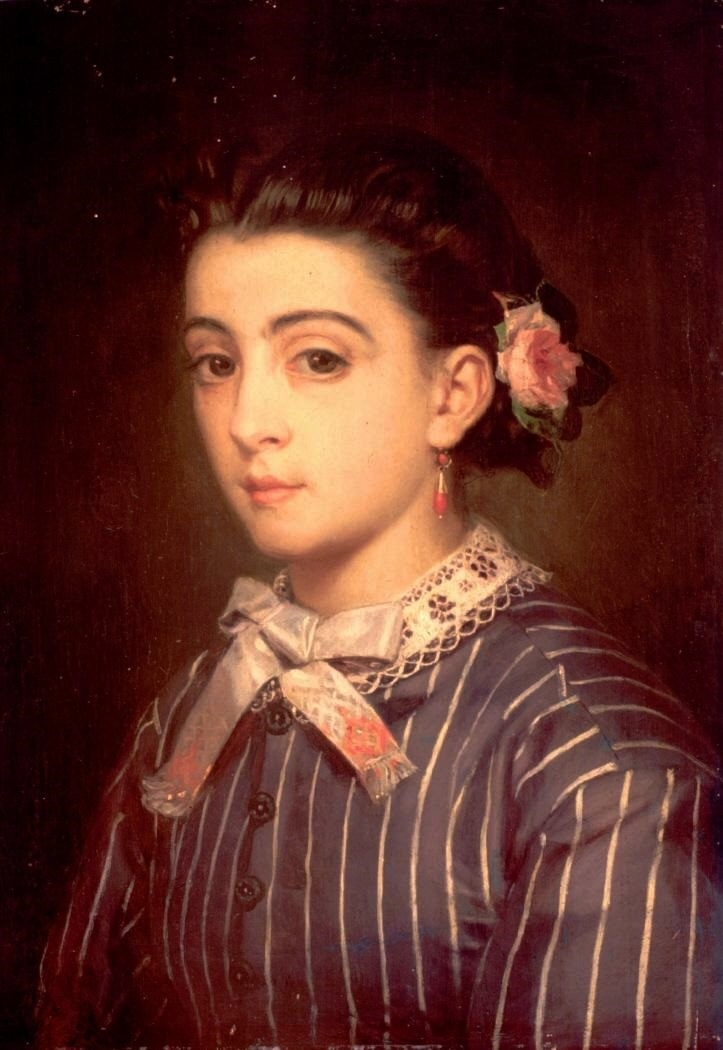
Portrait de femme, par Valeriano Rodriguez.
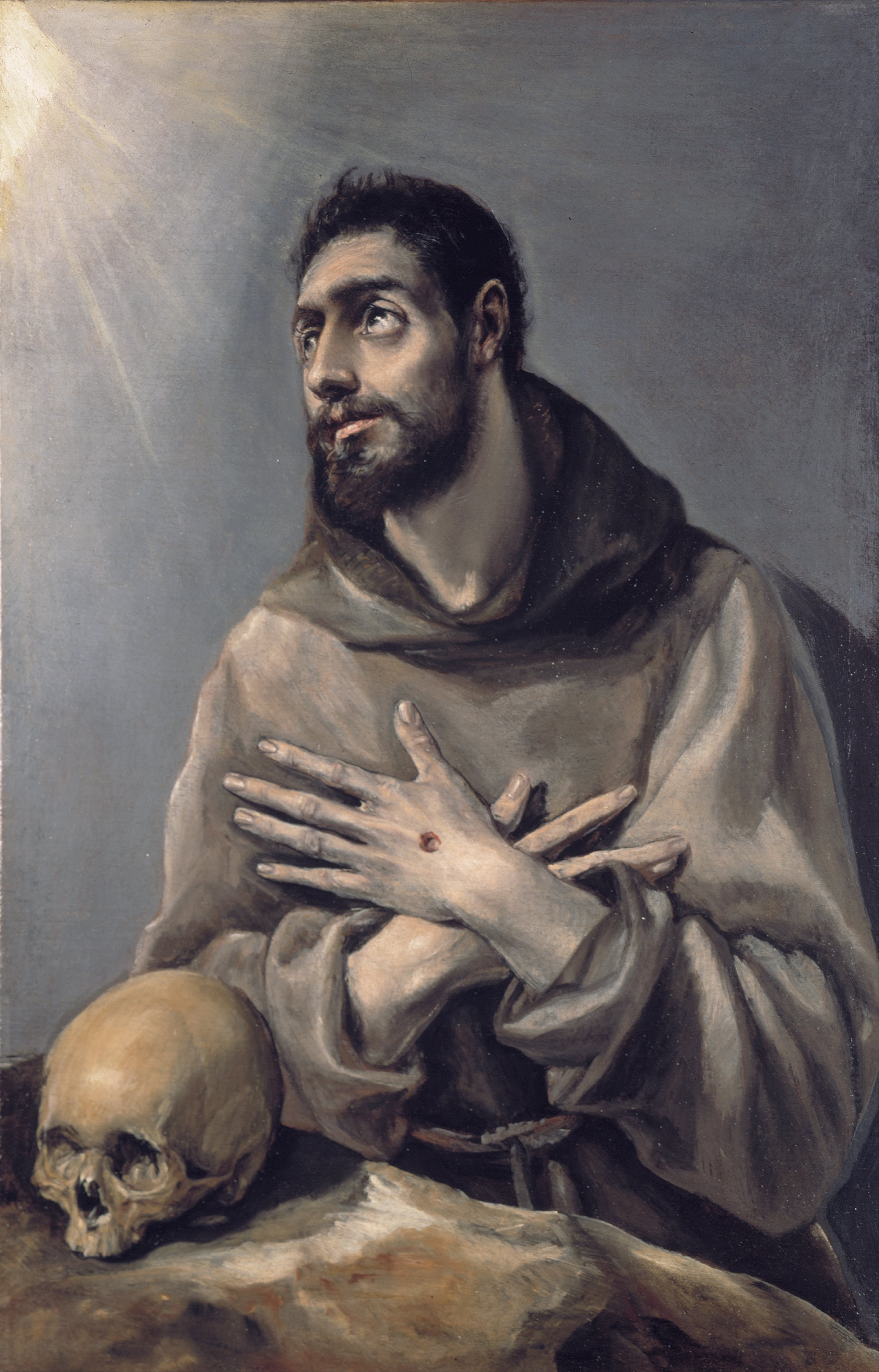
Saint François, par Le Greco.
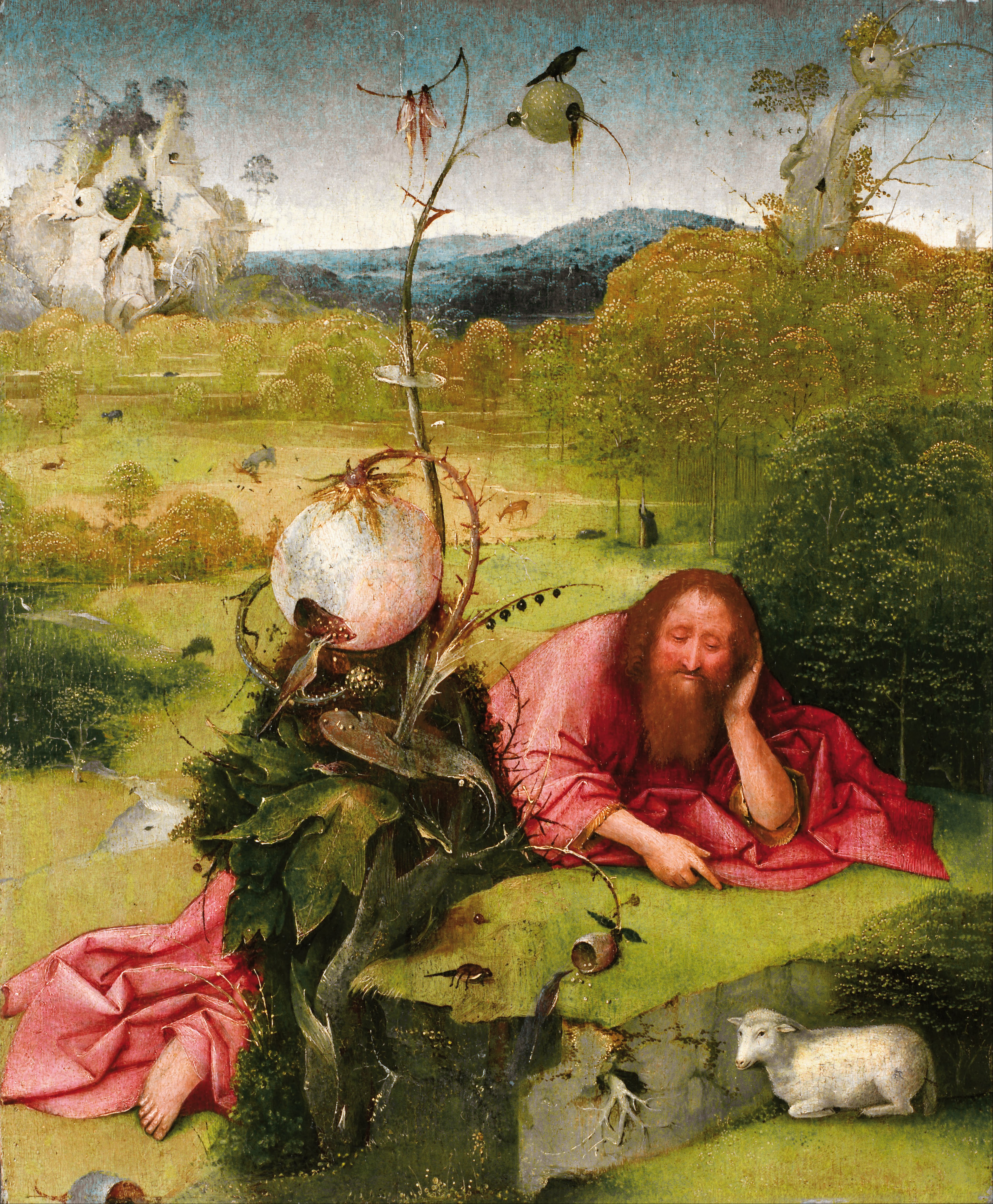
Jean le Baptiste dans le désert, Jérôme Bosch.
Adoration de l'Enfant Jésus, par Cranach l'Ancien.